# HD 32309
HD 32309 är en ensam stjärna i den mellersta delen av stjärnbilden Haren. Den har en skenbar magnitud av ca 4,91 och är svagt synlig för blotta ögat där ljusföroreningar ej förekommer. Baserat på parallax enligt Gaia Data Release 2 på ca 16,5 mas, beräknas den befinna sig på ett avstånd på ca 197 ljusår (ca 61 parsek) från solen. Den rör sig bort från solen med en heliocentrisk radialhastighet på ca 24 km/s. Stjärnan ingår i Columbaföreningen av stjärnor med gemensam egenrörelse.

## Egenskaper
HD 32309 är en blå till vit stjärna i huvudserien av spektralklass B9 V. Den har en massa som är ca 2,6 till 3,2 solmassor, en radie som är ca 3,1 solradier och har ca 47 gånger solens utstrålning av energi från dess fotosfär vid en effektiv temperatur av ca 12 500 K. Stjärnan roterar snabbt med en projicerad rotationshastighet av ca 300 km/s.